# 菲多里夫卡 (津科夫區)
50°15′29″N 34°14′16″E / 50.25806°N 34.23778°E
菲多里夫卡（烏克蘭語：Федорівка），是烏克蘭中部的村莊，隸屬波爾塔瓦州的波爾塔瓦區。該村距離大巴甫利夫卡1.5公里，面積0.312平方公里，海拔高度139米，2001年人口43。